# موروثی (فیلم)
موروثی (انگلیسی: Hereditary) فیلمی در ژانر ترسناک به کارگردانی آری استر است که در ۲۱ ژانویه ۲۰۱۸ منتشر شد. از بازیگران آن می‌توان به تونی کولت، گابریل بیرن و آن داود اشاره کرد.

## داستان
فیلم در زمانیکه بزرگ خاندان گراهام فوت می کند، دخترش، آنی، احساس می کند که او همچنان در بین خانواده آنها حضور دارد و به طرز عجیب و غریبی با دختر آنی، یعنی چارلی، انس گرفته است. به این ترتیب، درحالیکه تمام خانواده تحت تهدید یک نیروی فراطبیعی قرار دارد، آنی باید در میان تاریکی ها کاوش کند و از سرنوشت به ارث رسیده ی شوم خود فرار کند. این فیلم در ژانرهای درام، ترسناک، معمایی و هیجان انگیز قرار می گیرد.